# Шара-хан
Шара-хан (д/н—1688) — 8-й дзасакту-хан монголів в Халхці в 1686—1688 роках.

## Життєпис
Походив з роду дзасакту-ханів, нащадків великого кагана Даян-хана. Син 7-го дзасакту-хана Ценгууна. Про дату народження і молоді роки нічого невідомо. Втім вважається, що з кінця 1670-х років брав участь війні проти тушету-хана Чахундорджа. після смерті батька у 1685 році успадкував владу. Втім у 1686 році зазнав тяжкої поразки від тушету-хана. З огляду на це уклав союз з Джунгарським ханством. Того ж року здобув дипломатичний успіх — на Хурін-Белтчинському курултаї ханів Халхи державу алтин-ханів було підпорядковано Шара-хану, який тим самим завершив тривалу боротьбу з алтин-ханами.
У 1687 році отримав невеличкий загін джунгарів на допомогу для подальшої війни проти тушету-ханів. Втім проти Шари-хана рушило 10-тисячне військо тушету-хана. Водночас дзасакту-хан очікував основних джунгарських військ на чолі з Галдан Бошоґту-ханом. Але до їх підходу 1688 року зазнав поразки від суперника й загинув.
В результаті держава дзасакту-ханів практично розпалася: відокремилися алтин-хани на чолі з Гендун-Дайчином. Окремі нойони перейшли набік тушету-хана, інші підтримали джунгарів. У свою чергу спадкоємець Шари-хана — його брат Цевенжав спробував не приєднуватися до жодної зі сторін, але зрештою 1691 року став учасником Долоннорського з'їзду, де разом з іншими ханами Халхи прийняв підданство Китаю, внаслідок чого Зовнішня Монголія увійшла до складу імперії Цін.